# Журда, Мюриель
Мюриель Журда (фр. Muriel Jourda, род. 27 октября 1967) — французский политик, сенатор от департамента Морбиан.

## Биография
Родилась 27 октября 1967 года. По профессии адвокат. В 2008 году на муниципальных выборах в коммуне Пор-Луи привела к победе независимый список и была избрана мэром этой коммуны. Также она стала вице-президентом агломерации Лорьян, отвечала за развитие туризма. На муниципальных выборах 2014 года во второй тур вышли три списка, и блок Мюриель Журды с 35,52 % голосов стал вторым, проиграв левому списку Даниэля Мартена. Она стала лидером оппозиции в муниципальном совете.
В марте 2015 года Мюриель Журда в паре с Жаком Ле Людеком была избрана в Совет департамента Морбиан от кантона Энбон и заняла пост пятого вице-президента Совета, отвечающего за вопросы культуры.
После того, как мэр Сарзо Давид Лаппартьян накануне выборов в Сенат в сентябре 2017 года снял свою кандидатуру в связи с избранием его Президентом Международного союза велосипедистов (UCI), Мюриель Журда возглавила правый список на этих выборах и была избрана в Сенат. После этого, в силу закона о невозможности совмещения мандатов, она ушла в отставку с поста вице-президент Совета департамента Морбиан и муниципального советника Пор-Луи, оставшись членом Совета департамента.
В Сенате Мюриель Журда является членом комиссии по конституционным законам, законодательству, всеобщему избирательному праву, регламенту и общему управлению. В связи с делом Беналлы она была назначена содокладчиком сенатской комиссии по расследованию этого вопроса. Его работа высоко оценена прессой, которая назвала ее «компетентной и резкой».
В октябре 2018 года была избрана лидером отделения партии Республиканцы в департаменте Морбиан.

## Занимаемые выборные должности
03.2001 — 26.09.2017 — член совета коммуны Пор-Луи

03.2008 — 04.04.2014 — мэр коммуны Пор-Луи

с 27.03.2015 — член Совета департамента Морбиан от кантона Энбон
 
01.04.2015 — 30.09.2017 — вице-президент Совета департамента Морбиан 
 
с 02.10.2017 — сенатор от департамента Морбиан